# Orobanche karatavica
Orobanche karatavica là loài thực vật có hoa thuộc họ Cỏ chổi. Loài này được Pavlov mô tả khoa học đầu tiên.